# Greece International 2021
Die Greece International 2021 im Badminton (auch Hellas International 2021 genannt) fanden vom 2. bis zum 5. September 2021 in Lavrio statt.

## Sieger und Platzierte
| Disziplin    | Gold                         | Silber                                      | Bronze                                 |
| ------------ | ---------------------------- | ------------------------------------------- | -------------------------------------- |
| Herreneinzel | Lee Shun Yang                | Jan Louda                                   | Miha Ivanič                            |
| Herreneinzel | Lee Shun Yang                | Jan Louda                                   | Shahyar Shaqeem                        |
| Dameneinzel  | Abigail Holden               | Vivien Sándorházi                           | Freya Redfearn                         |
| Dameneinzel  | Abigail Holden               | Vivien Sándorházi                           | Katarina Vargová                       |
| Herrendoppel | Junaidi Arif Muhammad Haikal | Ondřej Král Adam Mendrek                    | Loo Bing Kun Lwi Sheng Hao             |
| Herrendoppel | Junaidi Arif Muhammad Haikal | Ondřej Král Adam Mendrek                    | Muhammad Nurfirdaus Azman Yap Roy King |
| Damendoppel  | Low Yeen Yuan Valeree Siow   | Katharina Fink Yasmine Hamza                | Eleni Christodoulou Ioanna Pissi       |
| Damendoppel  | Low Yeen Yuan Valeree Siow   | Katharina Fink Yasmine Hamza                | Nika Arih Lia Šalehar                  |
| Mixed        | Yap Roy King Valeree Siow    | Carl Christian Mork Solvår Flåten Jørgensen | Miha Ivančič Petra Polanc              |
| Mixed        | Yap Roy King Valeree Siow    | Carl Christian Mork Solvår Flåten Jørgensen | Miha Ivanič Nika Arih                  |